# 37678 МакКлур
37678 МакКлур (37678 McClure) — астероїд головного поясу, відкритий 3 лютого 1995 року.
Тіссеранів параметр щодо Юпітера — 3,378.